# Macrourus whitsoni
Macrourus whitsoni är en fiskart som först beskrevs av Regan, 1913.  Macrourus whitsoni ingår i släktet Macrourus och familjen skolästfiskar. Inga underarter finns listade i Catalogue of Life.